# Maj Sjöwall

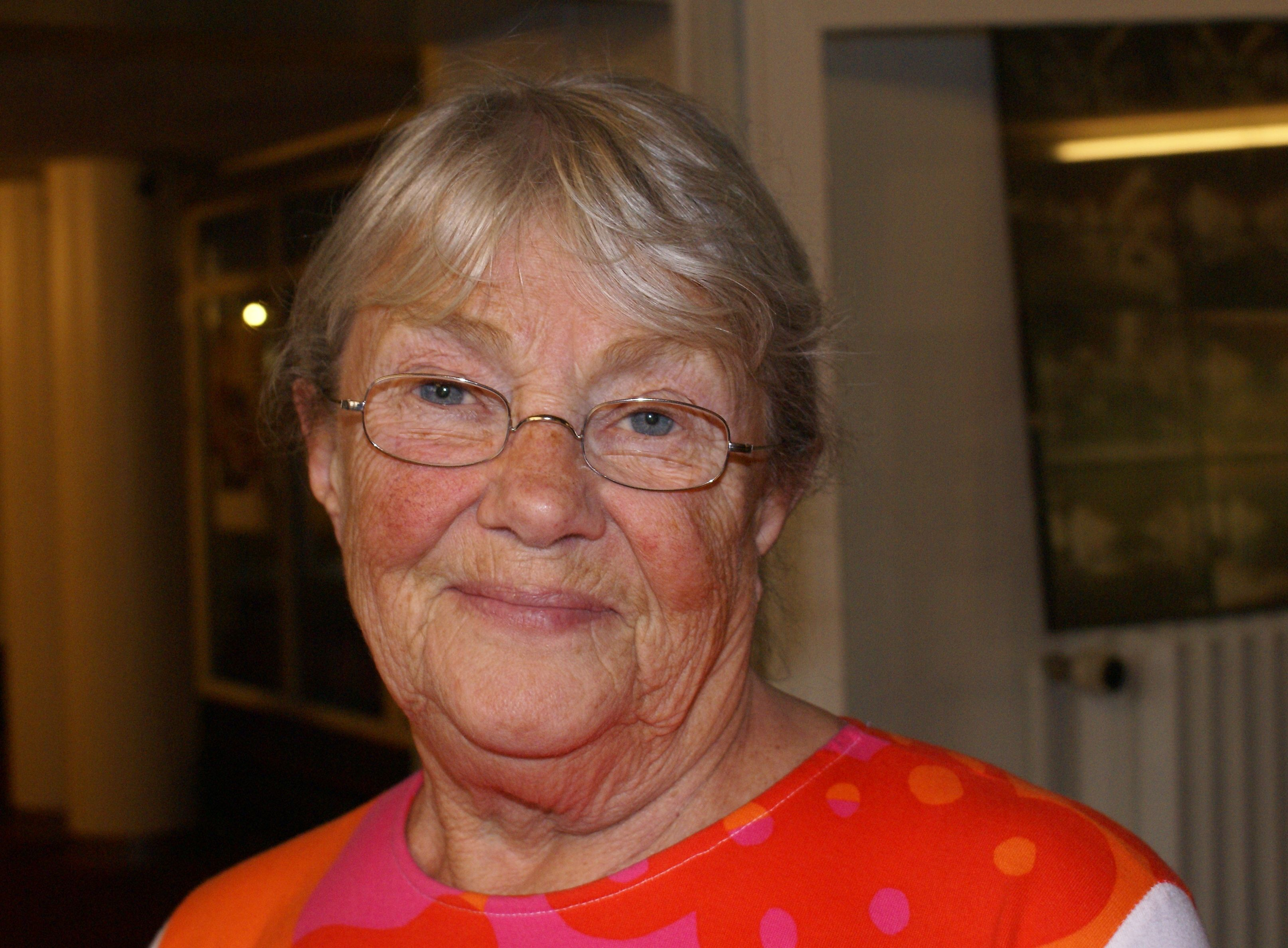
Maj Sjöwall nel 2009

Maj Sjöwall (AFI: [maj ˈɧø̂ːval]; Stoccolma, 25 settembre 1935 – Landskrona, 29 aprile 2020) è stata una scrittrice, giornalista e traduttrice svedese, considerata la madre del romanzo giallo scandinavo. È famosa per aver creato con il compagno Per Wahlöö il personaggio di Martin Beck, prima sovrintendente e poi commissario della squadra omicidi di Stoccolma.

## Biografia
Maj Sjöwall nasce a Stoccolma, figlia di Will Sjöwall, manager di una catena di alberghi, e di Margit Trobäck. I genitori appartengono alla classe media e il loro matrimonio non è particolarmente felice. La giovane Sjöwall, cresciuta in un ambiente opprimente e gelido, cresce con l'idea di non voler vivere la stessa vita della madre. 
Studia giornalismo e grafica, prima di trovare impiego come reporter e direttrice artistica per una serie di giornali e riviste.
All'età di 21 anni, poco dopo aver intrapreso la carriera di giornalista, scopre di essere rimasta incinta di un uomo che l'aveva già lasciata. Mentre suo padre tenta di convincerla ad abortire, riceve una proposta di matrimonio da un compagno di lavoro. Pur non essendone innamorata, lo ritiene un uomo gentile e degno della sua stima, e quindi accetta di sposarlo. Il matrimonio dura ben poco, e anche il successivo, avvenuto a distanza di qualche anno, finisce con un divorzio. Maj si ritrova ad essere una madre single, e cresce da sola la figlia Lena.
Nell'estate del 1962, grazie ad una collaborazione con lo stesso editore per la redazione di alcuni articoli, Maj incontra Per Wahlöö, un giornalista svedese che nel 1956, a causa del suo coinvolgimento politico contro il regime di Franco è stato espulso dalla Spagna, e dopo lunghi viaggi in giro per il mondo, è tornato in Svezia. L'anno seguente intreccia con lui una relazione amorosa e una proficua collaborazione letteraria. Con Wahlöö, già sposato, avrà un figlio, Tetz. Nonostante la mancata unione in matrimonio, i due diventano inseparabili compagni di vita e co-autori, fino alla morte di Per, avvenuta nel 1975. Insieme scriveranno dieci romanzi gialli, raccolti dagli stessi autori con il titolo di The Story of a Crime.
Al Festival Internazionale del Libro di Edimburgo del 2013 Maj afferma come lei e il partner abbiano condiviso la filosofia comunista, e come questa abbia ispirato la stesura dei romanzi di Martin Beck. Sarebbe stata questa motivazione, a detta dell'autrice, a spingerli alla scrittura; se fino ad allora i romanzi gialli svedesi si erano retti su modelli narrativi ispirati ad Agatha Christie, Maj e Per avevano voluto distaccarsene offrendo una visione sociale e politica della società svedese del tempo. Il loro fine sarebbe stato quello di dimostrare l'assunzione da parte del partito socialdemocratico di un orientamento politico sempre più borghese e di destra. Ogni libro della raccolta esprimeva una critica marxista della società, e voleva indurre a riflettere sui problemi sociali della Svezia degli anni sessanta del Novecento.
A partire dagli ultimi decenni del Novecento si dedica alla scrittura di alcune opere, prima in collaborazione con lo scrittore olandese Tomas Ross e poi con lo scrittore tedesco Jürgen Alberts. L'esito della prima collaborazione è la pubblicazione di La donna che sembrava Greta Garbo (De vrouw die op Greta Garbo leek, 1990). Con il secondo autore citato invece, Maj scrive e pubblica due romanzi: Erbsensuppe flambiert (2003) e Der letzte Raucher (2009).
Dopo aver lasciato ufficialmente il partito comunista, la madre del romanzo scandinavo si dichiara socialista e continua a rifiutare diverse richieste da parte degli editori di scrivere le sue memorie. Nonostante il successo editoriale dei romanzi di Martin Beck, tradotti in inglese, venduti internazionalmente e riadattati cinematograficamente o per la televisione, Maj Sjöwall conduce una vita semplice e modesta, vivendo secondo la massima, da lei stessa coniata: "meglio libera, che ricca".

## La raccolta "Novel of a Crime"
Negli anni sessanta del Novecento, Sjöwall e Wahlöö si dedicano alla traduzione di diversi romanzi dell'87º Distretto di Ed McBain (appartenente al filone narrativo della police procedural), all'interno dei quali trovano gli spunti per il loro progetto di scrittura degli anni seguenti, grazie alla realizzazione della possibilità di rispecchiare il reale panorama sociopolitico svedese attraverso la descrizione della vita privata degli ufficiali di polizia e delle loro difficoltà. 
Dalla loro prospettiva marxista-leninista, gli autori avevano esplicitamente dichiarato di avere l'obiettivo di usare i loro romanzi gialli, appartenenti alla raccolta nota anche come Novel of a Crime (Roman om ett brott, 1965-1975), come strumento di analisi dello stato sociale svedese (in svedese Folkhemmet; letteralmente "la casa del popolo").  Da Roseanna (1965, Roseanna, 1967) a Terroristerna (1975, Terroristi, 1976) il filo conduttore è costituito dalla figura di Martin Beck e dalla sua squadra omicidi, a partire dal caso iniziale dell'omicidio sessuale di una turista americana fino all'assassinio del Primo Ministro dello stato di polizia svedese, anticipando così di un decennio l'assassinio reale del Primo Ministro Olof Palme. La caratteristica degna di nota però è che, nelle loro investigazioni, Beck e la sua squadra si trovano costantemente di fronte ad una impenetrabile burocrazia poliziesca, una metonimia per la brutalità sociale, che all'epoca eclissava gradualmente l'idillico stato sociale svedese.
Per Maj e Per Wahlöö, il crimine era infatti il sintomo di una società brutale, denotata dal conflitto sociale, che si muoveva sempre più verso il fascismo, a cui avrebbe dovuto seguire la rivoluzione comunista. In tutto questo, il sottotitolo Report of a Crime svolge una funzione importante, ovvero accentuare, porre principalmente l'attenzione sullo scopo del progetto dei due autori e renderlo immediatamente visibile a chiunque.
Dal punto di vista esterno, vi fu un vero e proprio apprezzamento della raccolta di romanzi della coppia di autori da parte della critica, soprattutto per il ruolo svolto di documentazione delle storture e ingiustizie della società svedese dell'epoca.

## Opere

### Scritte con Per Wahlöö
- Roseanna (1965)
Roseanna, trad. Hilia Brinis, Milano: Garzanti, 1973; trad. Renato Zatti, Palermo: Sellerio, 2005 ISBN 88-389-1974-7
- Mannen som gick upp i rök (1966)
L'uomo che andò in fumo, Garzanti, 1974; Sellerio, 2009 ISBN 88-389-2358-2 ISBN 978-88-389-2358-6
- Mannen på balkongen (1967)
L'uomo al balcone, Garzanti, 1973; Sellerio, 2006 ISBN 88-389-2135-0 ISBN 978-88-389-2135-3
- Den skrattande polisen (1968)
Il poliziotto che ride, Garzanti, 1973; Sellerio, 2007 ISBN 88-389-2207-1
- Brandbilen som försvann (1969)
L'autopompa fantasma, Garzanti, 1974; Sellerio, 2008 ISBN 88-389-2267-5 ISBN 978-88-389-2267-1
- Polis, polis, potatismos! (1970)
Omicidio al Savoy, Garzanti, 1974; Sellerio, 2008 (con una nota di Andrea Camilleri) ISBN 978-88-389-2304-3
- Den vedervärdige mannen från Säffle (1971)
L'uomo sul tetto, Sellerio, 2010 ISBN 88-389-2422-8
- Det slutna rummet (1972)
La camera chiusa, Sellerio, 2010 ISBN 88-389-2496-1
- Polismördaren (1974)
Un assassino di troppo, Garzanti, 1976; Sellerio, 2005 ISBN 88-389-2069-9 ISBN 978-88-389-2069-1
- Terroristerna (1975)
Terroristi, Sellerio, 2011 ISBN 88-389-2565-8

### Scritte con Tomas Ross
- De vrouw die op Greta Garbo leek (1990)
La donna che sembrava Greta Garbo, trad. di Monica Rossi, Bresso: Hobby & Work, 2000 ISBN 88-7133-416-7 ISBN 978-88-7851-813-1

### Scritte con Jürgen Alberts
- Erbsensuppe flambiert (2003)
- Der letzte Raucher (2009)

## Premi
La coppia Sjöwall-Wahlöö vinse nel 1971 il Premio Edgar con il romanzo Il poliziotto che ride, che ricevette anche la nomina di "Miglior romanzo giallo edito" alla prima edizione del Premio Gran Giallo Città di Cattolica, 1973.
Nel 2006 vinse il premio internazionale onorario Rivertonklubbens'.

## Curiosità
La scrittrice ha fatto un cameo nella rappresentazione cinematografica ispirata ad uno dei suoi racconti e con protagonista Martin Beck, "Stockholm Marathon", per ora non trasmesso in Italia.